# Tratado do Atlântico Norte

Expansão da OTAN

O Tratado do Atlântico Norte é o tratado que deu origem à OTAN (NATO), assinado em Washington, D.C. a 4 de Abril de 1949. Os doze países que o assinaram originalmente, e se tornaram assim os membros fundadores da OTAN/NATO, foram:
| - Bélgica - Canadá - Dinamarca - Estados Unidos | - França - Islândia - Itália - Luxemburgo | - Noruega - Países Baixos - Portugal - Reino Unido |

Mais tarde, aderiram os seguintes países:
| - Albânia (2009) - Alemanha (1955) - Bulgária (2004) - Croácia (2009) | - Eslováquia (2004) - Eslovénia (2004) - Espanha (1982) - Estónia (2004) | - Finlândia (2023) - Grécia (1952) - Hungria (1999) - Letónia (2004) | - Lituânia (2004) - Macedónia do Norte (2020) - Montenegro (2017) - Polónia (1999) | - República Checa (1999) - Roménia (2004) - Suécia (2024) - Turquia (1952) |

A secção chave do tratado é o Artigo V que compromete cada um dos estados-membros a considerar um ataque armado contra um dos estados como um ataque armado contra todos os estados. O tratado foi criado tendo em mente um ataque armado da União Soviética contra a Europa Ocidental, mas a cláusula de autodefesa mútua nunca foi invocada durante a Guerra Fria. Foi pela primeira vez invocada em 2001, em resposta aos ataques de 11 de Setembro contra o World Trade Center e o Pentágono.